# Rallye Schweden 2025
Die 72. Rallye Schweden war der 2. Lauf zur FIA-Rallye-Weltmeisterschaft 2025. Sie dauerte vom 15. bis zum 18. Februar 2025 und es wurden insgesamt 18 Wertungsprüfungen (WP) gefahren.

## Bericht
Die einzige Rallye im Schnee der Saison, war eine der spannendsten der letzten Jahre. Insgesamt wechselte die Führung in den 18 zu fahrenden Wertungsprüfungen (WP) sechsmal. Elfyn Evans, Takamoto Katsuta (beide Toyota) und Ott Tänak (Hyundai) lagen dabei abwechselnd im Gesamtklassement in Führung. Insgesamt gewannen sechs verschiedene Fahrer die Wertungsprüfungen. Keiner der drei oben genannten Fahrer konnte sich in Führung liegend von den anderen Piloten entscheiden absetzen. Evans lag am Samstagabend gerade mal 3 Sekunden vor Katsuta. Am Sonntag übernahm Katsuta zuerst die Spitzenposition, diese holte sich Evans aber wieder zurück und er gewann auch die Powerstage und die Rallye. Adrien Fourmoux lag lange auf dem dritten Platz. In der 13. WP kam der Hyundai-Fahrer von der Straße ab, er steckte in einem Schneewall fest und verlor seinen Podestplatz.
In der Weltmeisterschaft führte zu diesem Zeitpunkt Evans (61 Punkte) vor Sébastien Ogier (Toyota), der bei der Rallye Schweden nicht am Start war, mit 28 Punkten Vorsprung. Dahinter folgte Kalle Rovanperä (Toyota) mit 31 Punkten vor dem amtierenden Weltmeister Thierry Neuville (Hyundai) mit 29 Punkten.

## Meldeliste
| Nr.                  | Fahrer             | Co-Pilot               | Auto                   |
| -------------------- | ------------------ | ---------------------- | ---------------------- |
| WRC-Klasse (Rally1)  |                    |                        |                        |
| 1                    | Thierry Neuville   | Martijn Wydaeghe       | Hyundai i20 N Rally1   |
| 5                    | Sami Pajari        | Marko Salminen         | Toyota GR Yaris Rally1 |
| 8                    | Ott Tänak          | Martin Järveoja        | Hyundai i20 N Rally1   |
| 9                    | Jourdan Serderidis | Frédéric Miclotte      | Ford Puma Rally1       |
| 13                   | Grégoire Munster   | Louis Louka            | Ford Puma Rally1       |
| 16                   | Adrien Fourmaux    | Alexandre Coria        | Hyundai i20 N Rally1   |
| 18                   | Takamoto Katsuta   | Aaron Johnston         | Toyota GR Yaris Rally1 |
| 22                   | Mārtiņš Sesks      | Renārs Francis         | Ford Puma Rally1       |
| 33                   | Elfyn Evans        | Scott Martin           | Toyota GR Yaris Rally1 |
| 55                   | Josh McErlean      | Eoin Treacy            | Ford Puma Rally1       |
| 69                   | Kalle Rovanperä    | Jonne Halttunen        | Toyota GR Yaris Rally1 |
| WRC2-Klasse (Rally2) |                    |                        |                        |
| 20                   | Oliver Solberg     | Elliott Edmondson      | Toyota GR Yaris Rally2 |
| 21                   | Georg Linnamäe     | James Morgan           | Toyota GR Yaris Rally2 |
| 23                   | Roope Korhonen     | Anssi Viinikka         | Toyota GR Yaris Rally2 |
| 24                   | Pontus Tidemand    | Jørgen Eriksen         | Škoda Fabia RS Rally2  |
| 25                   | Mikko Heikkilä     | Kristian Temonen       | Toyota GR Yaris Rally2 |
| 26                   | Lauri Joona        | Samu Vaaleri           | Škoda Fabia RS Rally2  |
| 27                   | Fabrizio Zaldivar  | Marcelo Der Ohannesian | Škoda Fabia RS Rally2  |
| 29                   | Isak Reiersen      | Stefan Gustavsson      | Škoda Fabia RS Rally2  |
| 30                   | Romet Jürgenson    | Siim Oja               | Ford Fiesta Rally2     |

Anmerkung: Insgesamt haben sich 60 Fahrzeuge eingeschrieben in verschiedenen Klassen.

## Klassifikationen

### WRC Rally1
| Position | Position | Nr. | Fahrer             | Co-Pilot          | Auto                   | Zeit      | Rückstand | Punkte | Punkte  | Punkte     | Punkte |
| Rally1   | Gesamt   | Nr. | Fahrer             | Co-Pilot          | Auto                   | Zeit      | Rückstand | Total  | Sonntag | Powerstage | Total  |
| -------- | -------- | --- | ------------------ | ----------------- | ---------------------- | --------- | --------- | ------ | ------- | ---------- | ------ |
| 1        | 1        | 33  | Elfyn Evans        | Scott Martin      | Toyota GR Yaris Rally1 | 2:33:39.2 |           | 25     | 5       | 5          | 35     |
| 2        | 2        | 18  | Takamoto Katsuta   | Aaron Johnston    | Toyota GR Yaris Rally1 | 2:33:43.0 | 00:03.8   | 17     | 4       | 4          | 25     |
| 3        | 3        | 1   | Thierry Neuville   | Martijn Wydaeghe  | Hyundai i20 N Rally1   | 2:33:51.1 | 00:11.9   | 15     | 2       | 3          | 20     |
| 4        | 4        | 8   | Ott Tänak          | Martin Järveoja   | Hyundai i20 N Rally1   | 2:33:56.0 | 00:16.8   | 12     | 3       | 0          | 15     |
| 5        | 5        | 69  | Kalle Rovanperä    | Jonne Halttunen   | Toyota GR Yaris Rally1 | 2:34:12.0 | 00:32.8   | 10     | 1       | 2          | 13     |
| 6        | 6        | 22  | Mārtiņš Sesks      | Renārs Francis    | Ford Puma Rally1       | 2:35:48.6 | 02:09.4   | 8      | 0       | 0          | 8      |
| 7        | 7        | 5   | Sami Pajari        | Marko Salminen    | Toyota GR Yaris Rally1 | 2:36:06.2 | 02:27.0   | 6      | 0       | 0          | 6      |
| 8        | 8        | 13  | Grégoire Munster   | Louis Louka       | Ford Puma Rally1       | 2:37:47.8 | 04:08.6   | 4      | 0       | 0          | 4      |
| 33       | 9        | 9   | Jourdan Serderidis | Frédéric Miclotte | Ford Puma Rally1       | 3:00:16.4 | 26:37.2   | 0      | 0       | 0          | 0      |
| 40       | 10       | 16  | Adrien Fourmaux    | Alexandre Coria   | Hyundai i20 N Rally1   | 3:06:44.8 | 33:05.6   | 0      | 0       | 1          | 1      |
| 46       | 11       | 55  | Josh McErlean      | Eoin Treacy       | Ford Puma Rally1       | 3:29:11.1 | 55:31.9   | 0      | 0       | 0          | 0      |

### WRC2 Rally2
| Position | Nr. | Fahrer         | Co-Pilot          | Auto                   | Zeit      | Rückstand | Punkte |
| -------- | --- | -------------- | ----------------- | ---------------------- | --------- | --------- | ------ |
| 1        | 20  | Oliver Solberg | Elliott Edmondson | Toyota GR Yaris Rally2 | 2:42:02.3 |           | 25     |
| 2        | 23  | Roope Korhonen | Anssi Viinikka    | Toyota GR Yaris Rally2 | 2:42:44.8 | 0:42.5    | 17     |
| 3        | 25  | Mikko Heikkilä | Kristian Temonen  | Škoda Fabia RS Rally2  | 2:43:10.6 | 1:08.3    | 15     |

Anmerkung: Insgesamt haben sich 56 Fahrzeuge von 60 gestarteten klassiert.

### Wertungsprüfungen
| Tag      | Start         | WP                    | Name                  | Länge                 | Gewinner                                                                               | Leader           |
| -------- | ------------- | --------------------- | --------------------- | --------------------- | -------------------------------------------------------------------------------------- | ---------------- |
| 13. Feb. | 09:01         | Umeå City (Shakedown) | Umeå City (Shakedown) | 3,44 km               | Thierry Neuville                                                                       |                  |
| 13. Feb. | 19:05         | WP1                   | Umeå Sprint 1         | 5,16 km               | Elfyn Evans                                                                            | Elfyn Evans      |
| 14. Feb. | 09:18         | WP2                   | Bygdsiljum 1          | 28,27 km              | Elfyn Evans                                                                            | Elfyn Evans      |
| 14. Feb. | 10:19         | WP3                   | Andersvattnet 1       | 20,51 km              | Adrien Fourmaux                                                                        | Elfyn Evans      |
| 14. Feb. | 11:27         | WP4                   | Bäck 1                | 10,80 km              | Adrien Fourmaux                                                                        | Elfyn Evans      |
| 14. Feb. | 12:55 – 13:35 |                       | Service A, Umeå       | Service A, Umeå       | Service A, Umeå                                                                        | Elfyn Evans      |
| 14. Feb. | 14:48         | WP5                   | Bygdsiljum 2          | 28,27 km              | Takamoto Katsuta                                                                       | Takamoto Katsuta |
| 14. Feb. | 15:49         | WP6                   | Andersvattnet 2       | 20,51 km              | Ott Tänak                                                                              | Elfyn Evans      |
| 14. Feb. | 16:57         | WP7                   | Bäck 2                | 10,80 km              | Thierry Neuville                                                                       | Ott Tänak        |
| 14. Feb. | 19:05         | WP8                   | Umeå Sprint 2         | 5,16 km               | Elfyn Evans                                                                            | Elfyn Evans      |
| 14. Feb. | 19:45 – 20:30 |                       | Flexi service B, Umeå | Flexi service B, Umeå | Flexi service B, Umeå                                                                  | Elfyn Evans      |
| 15. Feb. | 09:10         | WP9                   | Vännäs 1              | 15,65 km              | Kalle Rovanperä                                                                        | Elfyn Evans      |
| 15. Feb. | 10:05         | WP10                  | Sarsjöliden 1         | 14,23 km              | Elfyn Evans                                                                            | Elfyn Evans      |
| 15. Feb. | 11:08         | WP11                  | Kolksele 1            | 16,06 km              | Thierry Neuville                                                                       | Elfyn Evans      |
| 15. Feb. | 12:45 – 13:25 |                       | Service C, Umeå       | Service C, Umeå       | Service C, Umeå                                                                        | Elfyn Evans      |
| 15. Feb. | 14:10         | WP12                  | Vännäs 2              | 15,65 km              | Adrien Fourmaux                                                                        | Elfyn Evans      |
| 15. Feb. | 15:05         | WP13                  | Sarsjöliden 2         | 14,23 km              | Elfyn Evans                                                                            | Elfyn Evans      |
| 15. Feb. | 16:08         | WP14                  | Kolksele 2            | 16,06 km              | Thierry Neuville                                                                       | Elfyn Evans      |
| 15. Feb. | 18:05         | WP15                  | Umeå Sprint 3         | 5,16 km               | Thierry Neuville                                                                       | Elfyn Evans      |
| 15. Feb. | 18:52 – 19:37 |                       | Flexi service D, Umeå | Flexi service D, Umeå | Flexi service D, Umeå                                                                  | Elfyn Evans      |
| 16. Feb. | 07:27         | WP16                  | Västervik 1           | 29,35 km              | Takamoto Katsuta                                                                       | Takamoto Katsuta |
| 16. Feb. | 09:00 – 09:15 |                       | Service E, Umeå       | Service E, Umeå       | Service E, Umeå                                                                        | Takamoto Katsuta |
| 16. Feb. | 09:57         | WP17                  | Västervik 2           | 29,35 km              | Elfyn Evans                                                                            | Elfyn Evans      |
| 16. Feb. | 12:15         | WP18                  | Umeå (Powerstage)     | 8,62 km               | 1. Elfyn Evans 2. Takamoto Katsuta 3. Thierry Neuville 4. Ott Tänak 5. Kalle Rovanperä | Elfyn Evans      |